# Nationalpark Khao Sok
Der Nationalpark Khao Sok (in Thai: อุทยานแห่งชาติเขาสก) befindet sich in der Provinz Surat Thani in Südthailand, 72 km nordöstlich von Khao Lak an der südlichen Westküste, 41 km östlich von Takua Pa, 109 km westlich von Surat Thani. Von der Hauptdurchgangsstraße biegt eine gut ausgeschilderte, 1,5 km lange Stichstraße zum Nationalpark ab.
Entspricht die Bucht von Krabi geologisch der Halong-Bucht bei Hanoi (Vietnam), so findet der Nationalpark Khao Sok sein Pendant in der „trockenen Halong-Bucht“. Die einzeln stehenden, dicht bewachsenen Kalksteinhöhenzüge und Felsen mit ihren kahlen Steilwänden sind ehemaliger, vor 60–140 Millionen Jahren punktuell gehobener Meeresboden.

## Geschichte
Der Nationalpark Khao Sok wurde am 22. Dezember 1980 ins Leben gerufen, zunächst mit einer Größe von 645 km². Noch im selben Jahr wurden die Grenzen verschoben, um nach dem Bau der Talsperre Rajjaprabha (lokal auch Chiao-Lan-Staudamm genannt) einen Teil des Parkes zu fluten. Der so entstandene Chiao-Lan-See ist mit 162 km² rund doppelt so groß wie der Chiemsee. Er ist heute Teil des Parks. Das Khlong-Saeng-Wildreservat schließt sich nach Norden hin an den Park an.
2001 wurde der Nationalpark auf 739 km² erweitert. Er bietet ein Informationszentrum, das auf Thai und Englisch mit vielen, teilweise verblichenen Fotos einen Überblick über Flora, Fauna und Geologie des Nationalparks präsentiert.
Dieser Nationalpark liegt in Höhenlagen von 300 bis 600 Metern und die höchste Erhebung ist Khao Mok mit 960 Metern.

## Flora und Fauna
Während der nördliche Teil von Thailand einen Monsunwald mit ausgeprägten Trockenperioden aufweist, herrscht im Süden ein immergrüner Regenwald vor, der – auf Grund der zurückgehenden Abholzungen – eine gute Überlebenschance hat. Er beeindruckt durch einen guten Sekundärwald mit Ansätzen zum Primärwald, in dem Baum-Arten der Familie der Flügelnussgewächse (Dipterocarpaceae) vorherrschen, dem sogenannten Dipterocarpus-Wald. An Pflanzenarten ist die bis zu 80 cm große Rafflesia kerrii Meijer, die erst Ende der 1990er Jahre im hiesigen Regenwald entdeckt wurde, besonders hervorzuheben.
Auffallend sind bereits vor dem Park die vielfältigen bunten Libellen und farbenfrohe Schmetterlinge, angefangen von Miniexemplaren bis hin zu prächtigen Schwalbenschwänzen, die schon die Größe einer kleinen Fledermaus erreichen. Hinzu kommt, neben den Attraktionen des Schwarzgelben Nashornvogels, Arten aus den Gattungen Eisvögel, Makaken, Tiger, Leopard und Wildschwein sowie der gefährdete Malaienbär (Helarctos malayanus).
Obwohl der Hauptpfad stark ausgetreten ist, erschweren einige Exemplare von durchziehenden wilden Asiatischen Elefanten und zerbrochene Hinweisschilder das Auffinden der Attraktionen wie Wasserfälle und Aussichtspunkte.

## Sehenswürdigkeiten
- Zahlreiche Wasserfälle, wie zum Beispiel der Bang-Hua-Raet-Wasserfall (Thai: น้ำตกบางหัวแรด) oder der Bang-Liab-Nam-Wasserfall (Thai: น้ำตกบางเลียบน้ำ), sowie einige Tropfsteinhöhlen können besichtigt werden.
- Lum-Khlong-Sok-Stromschnellen (ล่องแก่งน้ำตกบางหัวแรด-ลำคลองศก) –  In der Nähe des Bang-Hua-Raet-Wasserfalls gibt es Stromschnellen, die mit Schlauchbooten befahren werden können.
- Khang-Khao-Höhle (Thai: ถ้ำค้างคาว) – Hier leben tausende von Fledermäusen. Zu sehen sind außerdem zahlreiche Stalagmiten und Stalaktiten.
- Nam-Talu-Höhle (Thai: ถ้ำน้ำทะลุ) – Die Höhle liegt in der Nähe des Rachabrapha-Staudamms, sie kann nur mit dem Boot erreicht werden. Ein 500 Meter langer Fluss führt vorbei an bizarren Steinformationen und Stalaktiten.